# 영주남부초등학교
영주남부초등학교는 대한민국 경상북도 영주시 휴천동에 있는 공립 초등학교이다.

## 학교 연혁
- 1963년 11월 1일: 개교

## 학교 동문
김방실

## 참고 자료
- 영주남부초등학교 - 한국교육학술정보원 학교알리미